# My Birthday (河原崎辰也 AND THE MIDLAND BANDの曲)
「My Birthday」（マイ バースディ）は、2014年6月25日に発売された河原崎辰也 AND THE MIDLAND BANDの3枚目のシングル。発売元はエスプロレコーズ。

## 概要
プロデューサー田村充義と共につくりあげた河原崎辰也 AND THE MIDLAND BANDの3枚目のシングル。

## 収録曲
1. My Birthday
  - 作詞・作曲：河原崎辰也
2. 感謝感激
  - 作詞・作曲：河原崎辰也
3. My Birthday(オリジナルカラオケ)
4. 感謝感激(オリジナルカラオケ)